# Professor Green
Stephen Paul Manderson (født 27. november 1983 i Hackney), bedre kendt som Professor Green, er en rapsanger fra Storbritannien.

Han har lavet sange som "Read All About It", denne i samarbejde med Emeli Sandé.